# Die geschlossene Kette
Die geschlossene Kette ist ein deutsches Stummfilmdrama aus dem Jahre 1920 von Paul Ludwig Stein mit Pola Negri und Aud Egede Nissen in den Hauptrollen.

## Handlung
Der Arbeiter Anselm Pichler steht wegen eines Gewaltdeliktes vor Gericht, doch er ist unschuldig. Der Richter Villany glaubt, in seinem Fall eine geschlossene Kette der Beweisführung vor sich zu haben, und verurteilt den Angeklagten zu vier Jahren Kerker. Später gerät Villany in die Mühlen der Justiz und lernt am eigenen Leib kennen, was es bedeutet, unschuldig verurteilt zu werden. Und so liegt sein eigener Fall:
Villany war ein gern gesehener Gast im Haus des Oberstleutnant Trautmannsdorf und verliebte sich im Lauf der Zeit in dessen Gattin Cäcilie. Um sie von ihm loszueisen, wollten beide miteinander durchbrennen, doch plötzlich war Trautmannsdorf tot und Villany verdächtigt, ihn ermordet zu haben. Auch bei ihm scheint sich eine geschlossene Beweiskette aufzutun, die ihn und Cäcilie für lange Zeit hinter Gitter bringen soll. Erst mit dem Geständnis des Studenten Werneking kommen sowohl Villany als auch Cäcilie wieder frei. Doch Villany, der sich dabei ertappt, die Ermordung Trautmannsdorfs durch eigene Hand angedacht zu haben, wäre ihm der wahre Täter nicht zuvorgekommen, verzichtet nunmehr angesichts dieser gedankenspielerischen „Sünde“ auf ein jetzt möglich gewordenes Liebesglück mit Cäcilie, woraufhin jene sich das Leben nimmt.

## Produktionsnotizen
Die geschlossene Kette, einer der in Vergessenheit geratenen Negri-Filme, entstand im UFA-Messter-Atelier in Berlin-Tempelhof. Der Film passierte am 23. November 1920 die Filmzensur und erhielt Jugendverbot. Die Uraufführung fand am 10. Dezember 1920 statt. Die Länge des Fünfakters betrug 1902 Meter.
Jack Winter entwarf die Filmbauten. Das Drehbuch verfasste ein Kriminologe.

## Kritiken
Paimann’s Filmlisten resümierte: „Stoff hochdramatisch, Spiel ausgezeichnet. Photos und Szenerie sehr gut.“

„Auf Eged [sic!] Nissen weiß die Register ihrer Gefühlsskala aufzuziehen, wenn es geht, dramatische Wirkung zu erzielen […] Aufnahmen, Spiel und Photos bewegen sich auf künstlerischer Höhe.“